# Hymenochaete minuscula
Hymenochaete minuscula är en svampart som beskrevs av G. Cunn. 1957. Hymenochaete minuscula ingår i släktet Hymenochaete och familjen Hymenochaetaceae.   Inga underarter finns listade i Catalogue of Life.